# Cataglyphis laevior
Cataglyphis laevior es una especie de hormiga del género Cataglyphis, familia Formicidae. Fue descrita científicamente por Emery en 1925.
Se distribuye por Argelia, Arabia Saudita, Turquía y Emiratos Árabes Unidos.

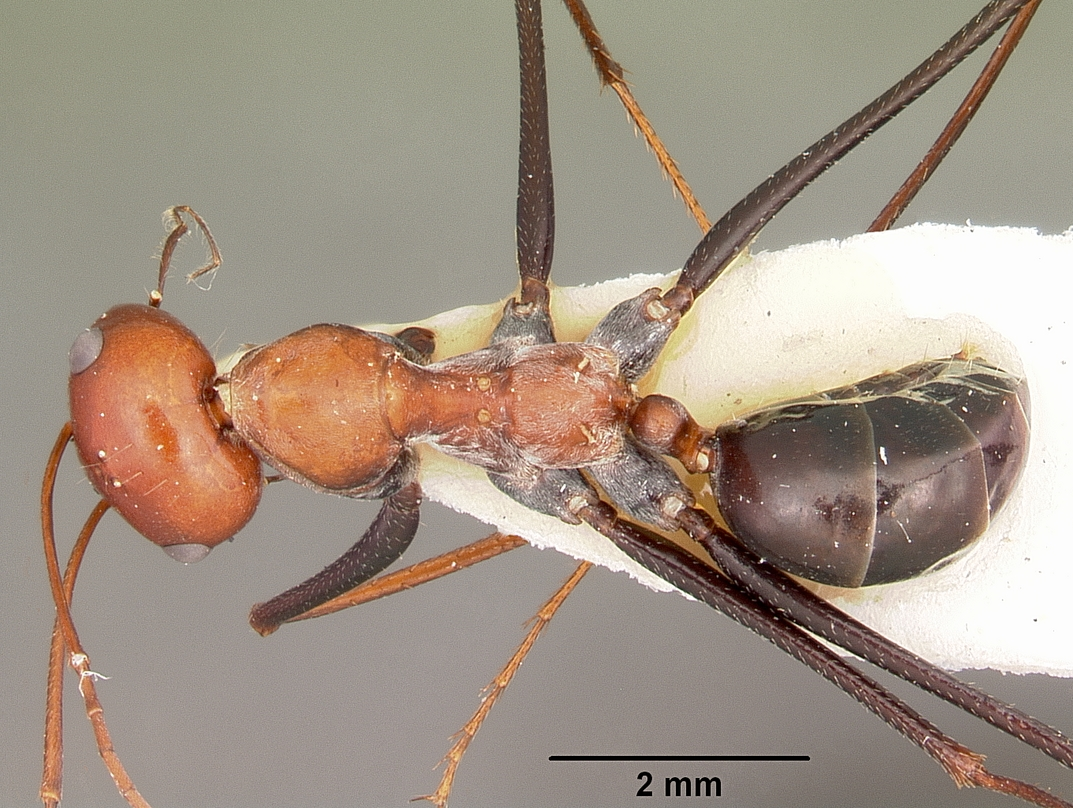
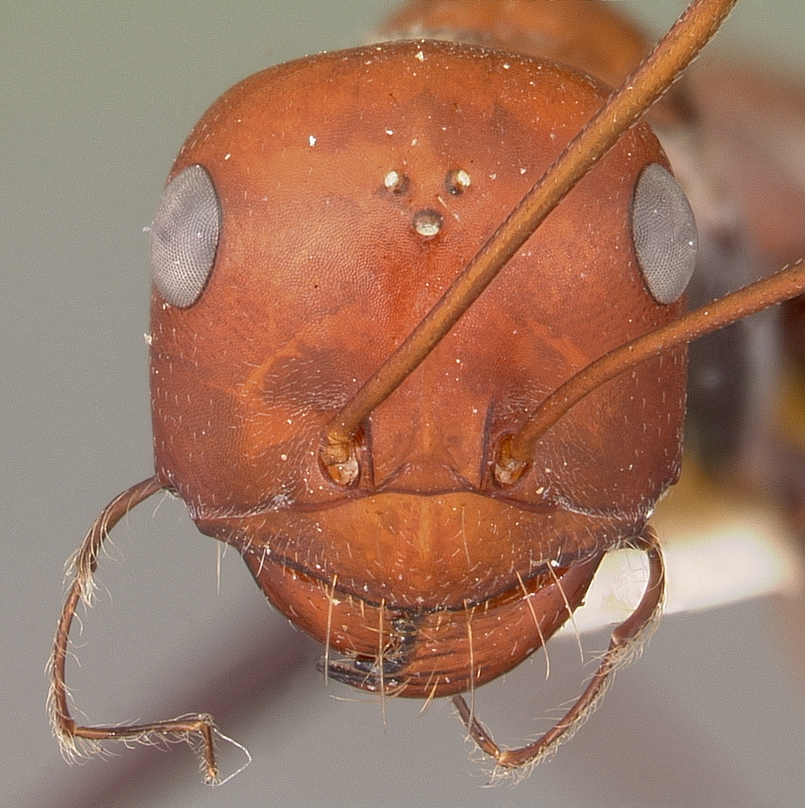
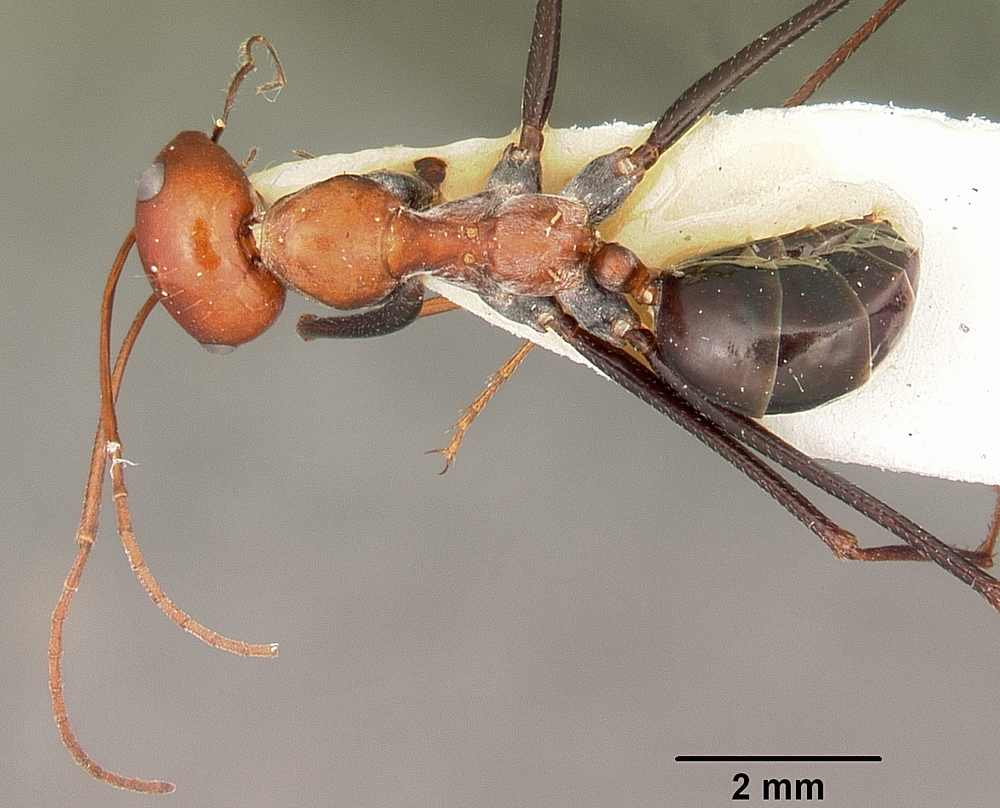